# Железопътна линия Пирея – Солун
Железопътната линия Пирея – Солун е дълга 519 km и свързва пристанищния град Солун в Северна Гърция, Македония и гръцката столица Атина с пристанището ѝ Пирея. Железопътната линия се строи на етапи от 1870 г. През XXI век линията е изцяло реновирана като двойна електрифицирана за високоскоростни влакове. По линията има изградени два двойни железопътни тунела – Калидромо (9,3 км, въведен в експлоатация 2013 г. и най-дълъг на Балканите) и Отрис (7 км, въведен в експлоатация 2017 г.).
От лятото на 2022 г. железопътният състав по линията е високоскоростен, ETR 470, като от Атина до Солун или обратно се пътува за по-малко от 4 часа, бързо и удобно. 